# Barool-Nationalpark
Der Barool-Nationalpark ist ein Nationalpark im Nordosten des australischen Bundesstaates New South Wales, 479 km nördlich von Sydney und etwa 30 km östlich von Glen Innes.
Der Nationalpark liegt nördlich des Mann River. Zusammen mit dem Nymboida-Nationalpark, an den er im Osten grenzt, dem Gibraltar-Range-Nationalpark, dem Washpool-Nationalpark und dem Capoompeta-Nationalpark bildet er eine zusammenhängende Region, in der Granitfelsen, enge Flusstäler, subtropischer Regenwald und hohe Eukalyptuswälder zu sehen sind.